# Audigny
Audigny è un comune francese di 262 abitanti situato nel dipartimento dell'Aisne della regione dell'Alta Francia.

## Società

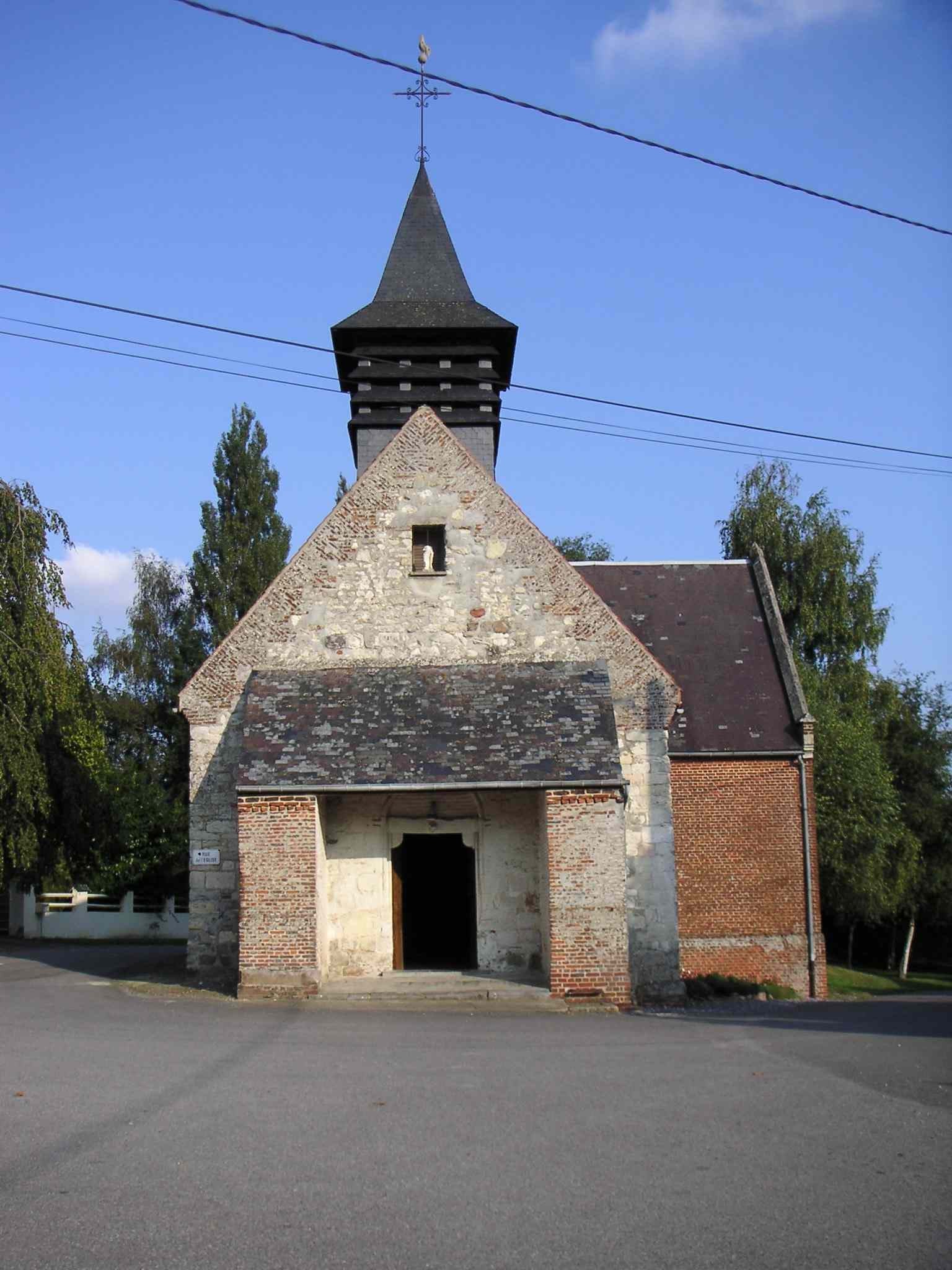
La chiesa parrocchiale di Audigny - Ingresso
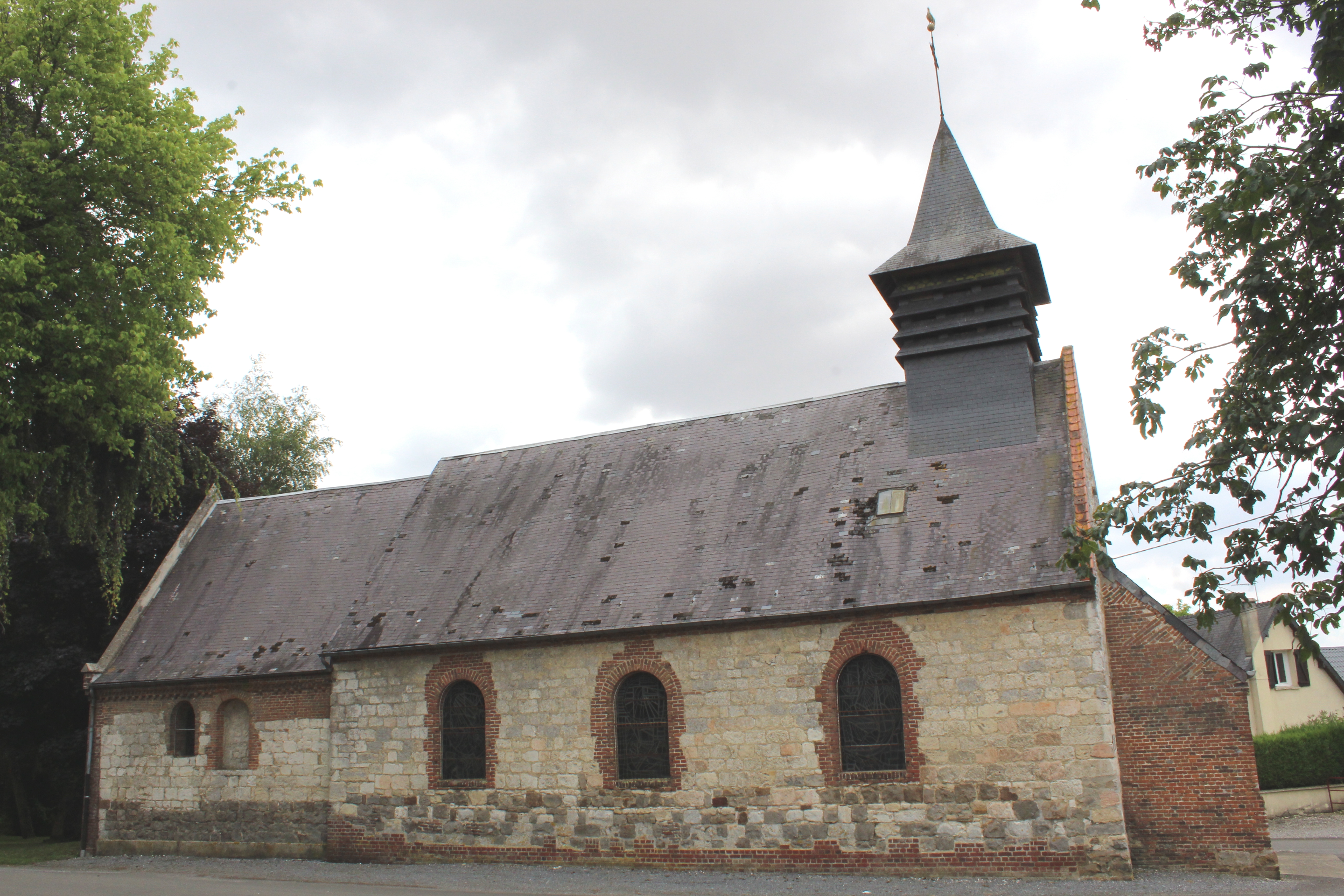
La chiesa parrocchiale di Audigny - Veduta laterale

### Evoluzione demografica
Abitanti censiti